# 南口锦鸡儿
南口锦鸡儿（学名：Caragana zahlbruckneri）为豆科锦鸡儿属下的一个种。

## 扩展阅读
- 維基物種上的相關：南口锦鸡儿